# Gong bu

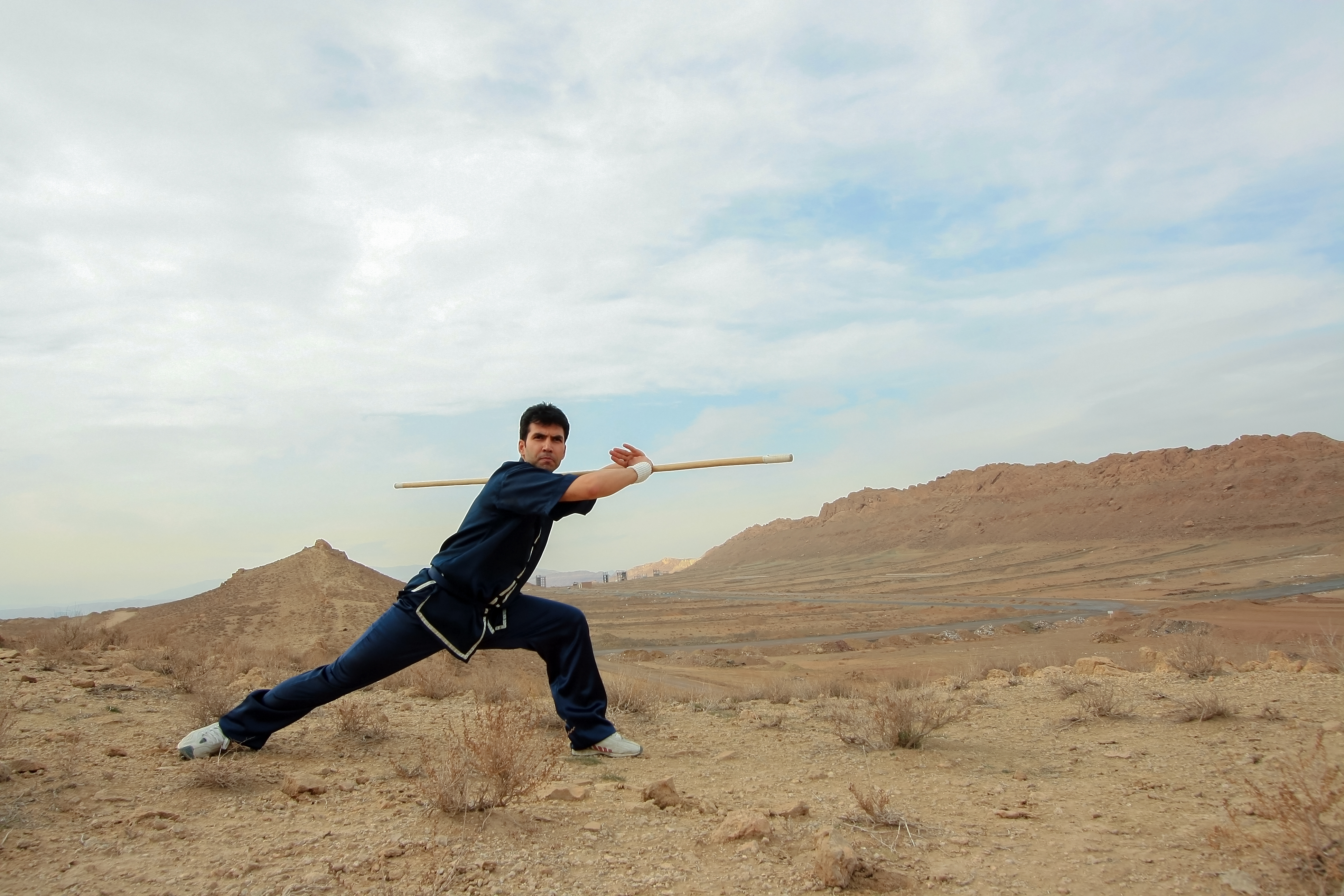
En man stående i Gong bu

Gong bu (弓步 eller Gōng Bù) på svenska ibland känd som bågställning, är en position eller ställning inom kinesisk kampsport. Ställningen kännetecknas av ett djupt utfall framåt med det främre benet böjt och det bakre rakt utsträckt. Den främre foten är rak och den bakre något utåtvinklad för att underlätta balansen. Gong bu har både offensiva och defensiva fördelar då den kan omdirigera kraft.  Även inom yoga förekommer att utövaren ställer sig i gong bu.